# Willy Brüderlin
Wilhelm "Willy" Brüderlin (ur. 20 października 1894, zm. ?) – szwajcarski wioślarz, złoty medalista olimpijski.
Wystąpił na igrzyskach olimpijskich w Antwerpii w 1920, gdzie Szwajcarzy w składzie: Willy Brüderlin, Max Rudolf, Paul Rudolf, Hans Walter i Paul Staub (sternik) zdobyli złoty medal w czwórkach ze sternikiem. W finale Szwajcarzy o 4 sekundy wyprzedzili osady Stanów Zjednoczonych i Norwegii. Wystartował tam również w ósemkach, jednak odpadł w pierwszej rundzie. Były to jego jedyne starty olimpijskie.
Ponadto zdobywał złote medale w czwórkach ze sternikiem i ósemkach na mistrzostwach Europy w Mâcon (1920) i mistrzostwach Europy w Amsterdamie (1921). 
W trakcie kariery reprezentował barwy klubu Grasshopper Club Zürich.